# Подгора (Кумровец)
Подгора (хрв. Podgora) је насељено место у општини Кумровец, Крапинско-загорска жупанија, Хрватска.

## Историја
До територијалне реорганизације у Хрватској била је у саставу старе општине Клањец.

## Становништво
У попису становништва из 2011. године, Подгора је имала 45 становника.
| Број становника према пописима | Број становника према пописима | Број становника према пописима | Број становника према пописима | Број становника према пописима | Број становника према пописима | Број становника према пописима | Број становника према пописима | Број становника према пописима | Број становника према пописима | Број становника према пописима | Број становника према пописима | Број становника према пописима | Број становника према пописима | Број становника према пописима | Број становника према пописима |
| ------------------------------ | ------------------------------ | ------------------------------ | ------------------------------ | ------------------------------ | ------------------------------ | ------------------------------ | ------------------------------ | ------------------------------ | ------------------------------ | ------------------------------ | ------------------------------ | ------------------------------ | ------------------------------ | ------------------------------ | ------------------------------ |
| 1857                           | 1869                           | 1880                           | 1890                           | 1900                           | 1910                           | 1921                           | 1931                           | 1948                           | 1953                           | 1961                           | 1971                           | 1981                           | 1991                           | 2001                           | 2011                           |
| 144                            | 133                            | 120                            | 128                            | 144                            | 135                            | 133                            | 123                            | 106                            | 90                             | 65                             | 70                             | 58                             | 49                             | 42                             | 45                             |

Напомена: До 1900. исказивано под именом Под Гором.